# 漢斯·拉默斯

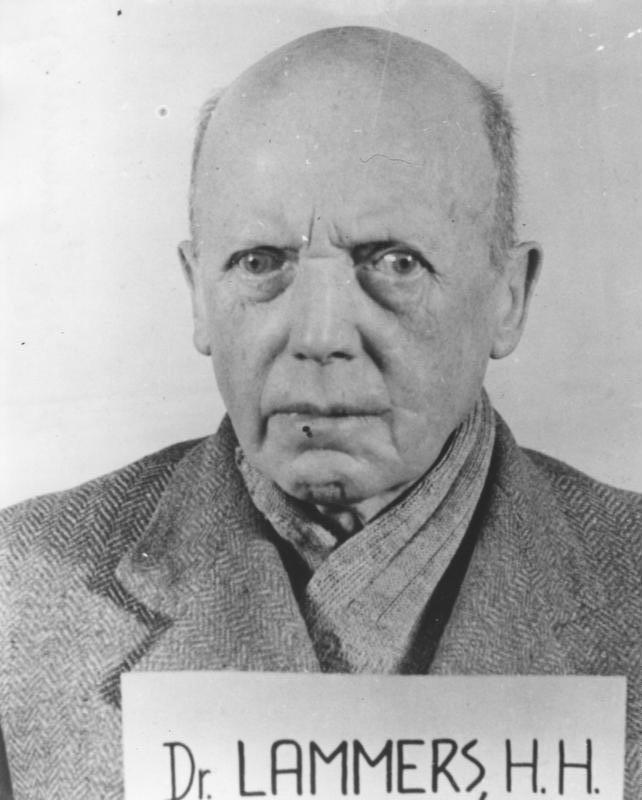
拉默斯被審時

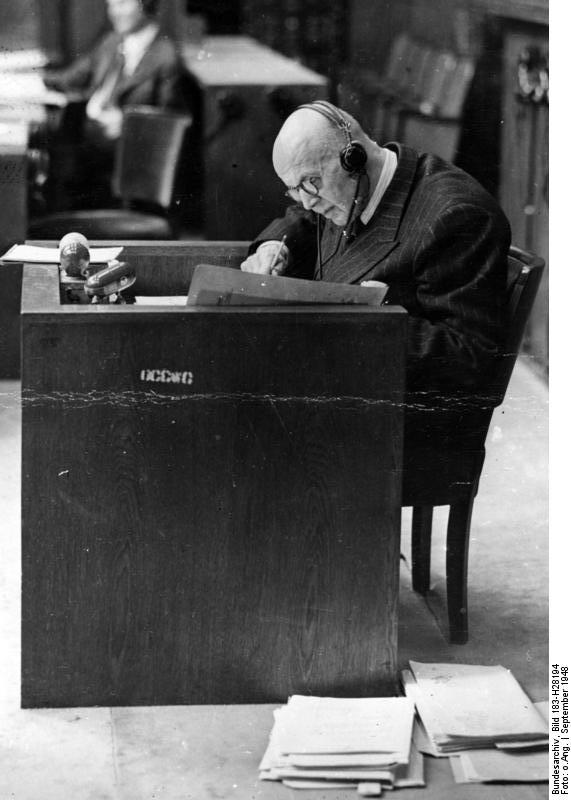
拉默斯被審時

漢斯·海因里希·拉默斯（德语：Hans Heinrich Lammers，1879年5月27日－1962年1月4日）是納粹德國政治人物及總理府秘書長。

## 生平
拉默斯出生於德意志帝國上西里西亞的盧布利涅茨（今位於波蘭西里西亞省），是一位獸醫之子。其後在海德堡及布雷斯勞完成法律學業，1912年在Beuthen做法官一職。
在第一次世界大戰，獲得第一級與第二級鐵十字勳章。在戰後，重回法律界，並加入德國國家人民黨，1922年成為內政部次長。
1932年，拉默斯加入納粹黨，之後職位迅速高昇，1933年被任命警察部門負責人，不久成為總理府秘書長，在這職位上，他成為政府各部門的聯絡中心與法律顧問。1937年加入內閣成為不管部部長，1939年11月30日成為國防委員部長會議之一員，在此職位，他能夠審閱有關國家安全及內政政策的相關事務，之後再將其面呈給希特勒。
1943年1月開始，拉默斯做為希特勒缺席會議的內閣代表。與馬丁·鮑曼，他也愈能取得接近希特勒的途徑，1943年2月的史達林格勒敗戰，鮑曼與拉默斯試圖將與OKW的凱特爾，創造三人各自分別代表，黨、政及軍隊。這三人委員會在大後方有獨斷權責。使得戈培爾、斯佩爾、戈林及希姆萊聯合阻止該委員會的成立以避免他們的權力受損。這構想最終在政治各部門與軍隊的相互鬥爭及不信任下無疾而終，由於他的職權與戰爭無涉，也使他逐漸失去權力及影響力。
1945年4月，拉默斯依希特勒的命令逮捕「叛國」的戈林。1945年5月，他的妻子自殺，二日後他的女兒也自殺。
1946年4月，在紐倫堡審判以證人出席。在其後的紐倫堡後續審判的閣員審判中被判處20年監禁，其後被減為10年，但在1952年就獲釋。1962年1月14是於杜塞道夫逝世，與妻女一同安葬在貝希特斯加登。

### 黨衛隊軍銜
- 1933年9月29日被名譽授予黨衛隊區隊領袖。
- 1935年4月20日：親衛隊旅队領袖。
- 1938年1月30日：親衛隊集團領袖。
- 1940年4月20日：親衛隊上級集團領袖。